# Dolors Rovirola i Coromí
Dolors Rovirola i Coromí (Vilademuls, 1960) és una política catalana, alcaldessa de Vilademuls i diputada al Parlament de Catalunya en la VIII, IX i X legislatures.

## Biografia
Ha treballat a l'empresa Difson, SA, i més endavant a Llibres Text, SL, durant catorze anys, com a coordinadora de botiga i portant la cartera de clients (associacions de pares, llibreters i col·legis d'educació infantil i primària). És presidenta de l'associació Turisme Rural Girona des del 1997.
Militant de Convergència Democràtica de Catalunya (CDC) des de l'any 1999, en va ser membre del consell nacional. També va ser membre del Consell de Federació de CDC des del 2002, membre de l'Executiva de CDC del Pla de l'Estany des del 2002, membre del Comitè Executiu Provincial de Girona des del 2004 i responsable de la vicesecretaria de Relacions Institucionals. És alcaldessa de Vilademuls del 2002 ençà i ha estat regidora de Medi Ambient de l'ajuntament del mateix poble i responsable de l'àrea de Turisme del Consell Comarcal del Pla de l'Estany. Ha estat diputada a les eleccions al Parlament de Catalunya de 2006, 2010, 2012 i 2015 (aquestes dins les llistes de Junts pel Sí).